# Strongylacidon stelligera
Strongylacidon stelligera är en svampdjursart som först beskrevs av Thomas Whitelegge 1906.  Strongylacidon stelligera ingår i släktet Strongylacidon och familjen Chondropsidae. Inga underarter finns listade i Catalogue of Life.